# Garantenstellung
Garantenstellung is een juridische term waarmee wordt aangeduid dat er een grotere verantwoordelijkheid rust op een persoon met een bijzondere kwaliteit. De Garantenstellung bepaalt de mate van schuld die kan worden vastgesteld en is derhalve van belang in het strafrecht (schulduitsluitingsgronden en schulddelicten) en in het civiele recht (onrechtmatige daad).
Die bijzondere kwaliteit duidt op specifieke kennis of vaardigheden die een persoon heeft. Voorbeelden hiervan zijn onder meer het beheersen van een vechtsport en het zijn van militair of politieagent. Deze extra kwaliteiten brengen een grotere verantwoordelijkheid met zich mee. De vechtsporter moet inzien dat bepaalde klappen gevaarlijk zijn, de politieagent moet de ernst van een situatie kunnen inschatten, een scheikundige moet weten dat bepaalde stoffen giftig of kankerverwekkend zijn, een militair moet inzien dat slagpijpjes met kwikfulminaat zomaar kunnen detoneren, een arts moet de patiënt de juiste vloeistof inspuiten.
Deze verantwoordelijkheid werkt onder andere door bij de toepassing van rechtsbeginselen als proportionaliteit en subsidiariteit bij het vaststellen van schuld. Zo moet een vechtsporter als hij op straat wordt aangevallen altijd kiezen voor de minst ingrijpende techniek om zijn tegenstander uit te schakelen. 
A contrario werkt de Garantenstellung verlichtend wanneer iemand over mindere kwaliteiten dan gemiddeld beschikt, zoals iemand met een verstandelijke beperking. Ook zal kritisch worden gekeken naar de mate van vaardigheid waarover de persoon beschikt. De Garantenstellung is daarom zwaarder voor een ME'er dan voor een agent die pas van de politieacademie komt, zwaarder voor een leidinggevende dan voor een ondergeschikte en zwaarder voor iemand met 20 jaar ervaring dan voor iemand met 5 jaar ervaring.
De Garantenstellung dient onder meer als een toets voor het noodweer(exces) in het strafproces en bij het beoordelen of er sprake is van een onrechtmatige daad in het civiele recht. Wanneer iemand met een specifieke kwaliteit niet subsidiair, dat wil zeggen met het minst ingrijpende middel, handelt of niet de zorg in acht neemt die van hem verwacht mag worden dan is die persoon in rechte aansprakelijk ook in situaties waarin iemand die deze specifieke kwaliteit niet heeft niet aansprakelijk zou zijn. Zowel in het strafrecht als in het civiele recht wordt de "drempel voor de aansprakelijkheid als het ware "verlaagd".